# Virgen de la Puerta
La Virgen de la Puerta es una advocación mariana de la Iglesia católica, cuya imagen tiene su principal centro de culto en un santuario ubicado en la ciudad de Otuzco, ubicada a unos 75 km al noreste de Trujillo; en la Región La Libertad. En 1942 el papa Pio XII le entregó el título de "Reina de la Paz Universal". A su vez, el 20 de enero de 2018, el papa Francisco la declaró "Madre de la Misericordia y de la Esperanza" durante su visita apostólica a la ciudad de Trujillo. 
Fue declarada "Patrona del 200 aniversario de la independencia del Perú".

## Historia
En atención a las crónicas del Virreinato, el culto y la fe del pueblo de Otuzco hacia la Virgen de la Puerta comenzó en el siglo XVII, cuando se temía algún ataque de piratería hacia la ciudad de Trujillo, por lo cual sería posible que los pueblos cercanos fueran hostigados también por piratas.
Cuando se hizo conocida la noticia de que las ciudades norteñas de Guayaquil y Zaña habían sido asaltadas por bucaneros y creyéndose que Trujillo sería la próxima ciudad en ser atacada, se enviaron mensajes desde Trujillo a los pueblos cercanos para que pudieran tomar sus medidas de defensa.
Existía en Otuzco una ermita dedicada a la Virgen de la Concepción, por entonces patrona de Otuzco. Los pobladores colocaron dicha imagen en la puerta de entrada del pueblo como protección contra los ataques de piratería. Milagrosamente, Trujillo no fue atacado por los piratas y desde entonces nació el culto y la fe y cariño hacia la Virgen de la Puerta que se extiende por todo el norte del país.

## Peregrinación
Anualmente, sobre todo en el mes de mayo, la imagen de la Virgen de la Puerta realiza varias peregrinaciones desde Otuzco hacia distintos destinos regionales, entre ellos Trujillo. Las actividades duran aproximadamente 7 días y la efigie es llevada a visitar los principales templos católicos de la ciudad (entre ellos la Catedral de Trujillo) y localidades como Santiago de Huamán, Salaverry, Lambayeque, Laredo y Moche.
La imagen se lleva también a instituciones públicas y privadas, como hospitales, penales, universidades y parroquias. Finalizado el programa, la imagen retorna a su templo de origen, en Otuzco.

## Fiesta patronal
Las celebraciones por la fiesta patronal de la Virgen de la Puerta se realizan a mediadosinternacionales) visitan la imagen en su templo principal, la Iglesia de Otuzco, muchos de ellos realizan largas caminatas para llegar siendo una tradición muy conocida estas fechas, Las festividades inician con un 'novenario' del 4 al 12 de diciembre. El día 13 la ciudad se ve abarrotada de devotos llegados de distintos sitios. Muchos de ellos realizan 'sacrificios' (como autoinfligirse) con el propósito de que se les conceda alguna gracia divina.
El día 14 es el 'Día de la bajada', pues la imagen de la Virgen de la Puerta se baja del altar y se lleva por una rampa muy inclinada para acercarla a los fieles, que se van acercando a través de un túnel de veneración. El día 15, día central, se celebra una misa matutina en Su honor y por la tarde se lleva la imagen en procesión por las calles otuzcanas. Durante su recorrido es acompañada de diversos grupos de danza, grupos de cargadores y el ejército peruano. A este día también se le conoce como 'Día de la Procesión'. Mientras la imagen de la Santísima Virgen de la Puerta está en procesión, le acompañan la quema de castillos y el lanzamiento de globos de fuego que crean una atmósfera de celebración para la Virgen de la Puerta.
El día 16 de diciembre la sagrada imagen es elevada nuevamente a su altar, ubicado en la Iglesia de Otuzco. A este día también se lo conoce como 'Día de Veneración y Subida'.

## Condecoraciones
- Gran Cruz de la Orden El Sol del Perú (1986)[12]